# 松ヶ崎村 (秋田県)
松ヶ崎村（まつがさきむら）は秋田県由利郡にあった村。現在の由利本荘市中心部の北西、国道7号沿線の日本海に面した区域にあたる。

## 地理
- 海：日本海
- 山：御岳

## 歴史

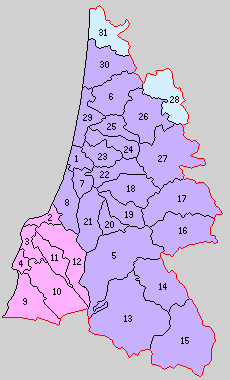
29.松ヶ崎村 （紫：現・由利本荘市）

- 1889年（明治22年）4月1日 - 町村制の施行により、松ヶ崎村、神沢村、芦川村、親川村の区域をもって発足。
- 1917年（大正6年）4月10日 - 亀田町との境界変更[1]。
- 1954年（昭和29年）3月31日 - 本荘町に編入。同日松ヶ崎村廃止。本荘町は即日市制施行して本荘市となる。

## 交通

### 鉄道路線
- 日本国有鉄道
  - 羽越本線
    - 羽後亀田駅

### 道路
- 国道7号（酒田街道）

現在は旧村域に日本海東北自動車道の松ヶ崎亀田インターチェンジが所在するが、当時は未開通。